# Međuopćinska nogometna liga Karlovac – Gospić 1989./90.
Međuopćinska nogometna liga Karlovac – Gospić je bila liga šestog stupnja nogometnog prvenstva Jugoslavije u sezoni 1989./90. 
  
Sudjelovalo je 12 klubova, a prvak je bio klub "Mladost" iz Topuskog. 

## Sustav natjecanja
12 klubova je igralo dvokružnu ligu (22 kola). U slučaju neriješenog rezultata se izvodilo raspucavanje jedanaesterca te bi pobjednik dobio 1 bod, a poraženi u raspucavanju bi ostao bez bodova.

## Ljestvica
| mj. | klub                                 | ut. | pob. | ner. | (p-11m) | por. | gol+ | gol- | bod |
| --- | ------------------------------------ | --- | ---- | ---- | ------- | ---- | ---- | ---- | --- |
| 1.  | Mladost Topusko                      | 22  | 16   | 2    | (1)     | 4    | 51   | 21   | 33  |
| 2.  | Ilovac Karlovac                      | 22  | 14   | 4    | (2)     | 4    | 40   | 22   | 30  |
| 3.  | Gospić                               | 22  | 11   | 3    | (1)     | 8    | 56   | 41   | 23  |
| 4.  | Korana (Karlovac – Turanj)           | 22  | 10   | 5    | (3)     | 7    | 34   | 27   | 23  |
| 5.  | Ivo Lola Ribar (Karlovac – Mostanje) | 22  | 8    | 7    | (4)     | 7    | 30   | 21   | 20  |
| 6.  | Croatia Žakanje                      | 22  | 9    | 3    | (2)     | 10   | 33   | 39   | 20  |
| 7.  | Petrova gora Vojnić                  | 22  | 7    | 4    | (3)     | 11   | 26   | 43   | 17  |
| 8.  | Krbava Udbina                        | 22  | 7    | 4    | (2)     | 11   | 27   | 33   | 16  |
| 9.  | VOŠK Belavići                        | 22  | 6    | 6    | (4)     | 10   | 27   | 40   | 16  |
| 10. | Duga Resa                            | 22  | 8    | 2    | (0)     | 12   | 26   | 39   | 16  |
| 11. | Gacka 1925 Sinac                     | 22  | 7    | 3    | (0)     | 12   | 29   | 46   | 14  |
| 12. | Radnik Karlovac                      | 22  | 5    | 5    | (2)     | 12   | 25   | 32   | 12  |

## Rezultatska križaljka
| kratica | klub                                 | CRO | DUGR | GAC | GOS | ILO | IVLR | KOR | KRB | MLA | PETG | RAD | VOŠK |
| --- | ------------------------------------ | --- | ---- | --- | --- | --- | ---- | --- | --- | --- | ---- | --- | ---- |
| CRO | Croatia Žakanje                      |     |      |     |     |     |      |     |     |     |      |     |      |
| DUGR | Duga Resa                            |     |      |     |     |     |      |     |     |     |      |     |      |
| GAC | Gacka 1925 Sinac                     |     |      |     |     |     |      |     |     |     |      |     |      |
| GOS | Gospić                               |     |      |     |     |     |      |     |     |     |      |     |      |
| ILO | Ilovac Karlovac                      |     |      |     |     |     |      |     |     |     |      |     |      |
| IVLR | Ivo Lola Ribar (Karlovac – Mostanje) |     |      |     |     |     |      |     |     |     |      |     |      |
| KOR | Korana (Karlovac – Turanj)           |     |      |     |     |     |      |     |     |     |      |     |      |
| KRB | Krbava Udbina                        |     |      |     |     |     |      |     |     |     |      |     |      |
| MLA | Mladost Topusko                      |     |      |     |     |     |      |     |     |     |      |     |      |
| PETG | Petrova gora Vojnić                  |     |      |     |     |     |      |     |     |     |      |     |      |
| RAD | Radnik Karlovac                      |     |      |     |     |     |      |     |     |     |      |     |      |
| VOŠK | VOŠK Belavići                        |     |      |     |     |     |      |     |     |     |      |     |      |
| |                                      |     |      |     |     |     |      |     |     |     |      |     |      |
| podebljan rezultat - utakmice od 1. do 11. kola (1. utakmica između klubova) rezultat normalne debljine - utakmice od 12. do 22. kola (2. utakmica između klubova) rezultat nakošen - nije vidljiv redoslijed odigravanja međusobnih utakmica iz dostupnih izvora rezultat smanjen * - iz dostupnih izvora nije uočljiv domaćin susreta prekrižen rezultat - poništena ili brisana utakmica p - utakmica prekinuta 3:0 p.f. / 0:3 p.f. - rezultat 3:0 bez borbe (_:_ 11 m) - rezultat u raspucavanju jedanaesteraca u slučaju neriješenog rezultata n.i. - nije igrano |                                      |     |      |     |     |     |      |     |     |     |      |     |      |

 Izvori: